# Timo Lampén
Timo Heikki Ernest Lampén (Lahti, 5 settembre 1934 – Lahti, 27 maggio 1999) è stato un cestista finlandese.

## Carriera
Con la Finlandia ha disputato i Giochi olimpici di Tokyo 1964 e sette edizioni dei Campionati europei (1953, 1955, 1957, 1959, 1961, 1963, 1965).